# Halloween Havoc
Halloween Havoc es un evento de pago por visión de lucha libre profesional producido anualmente por la World Championship Wrestling entre 1989 y 2000. Se celebraba a finales de octubre, y el decorado de la rampa de entrada al ring tenía una temática de Halloween. Las dos primeras ediciones se realizaron cuando la WCW estaba afiliada a la National Wrestling Alliance. La WWE tiene los derechos de Halloween Havoc desde la compra de la WCW y todas sus marcas registradas en marzo de 2001. Desde octubre de 2020 es un evento de la marca NXT.

## Resultados

### 1989
Halloween Havoc 1989 se celebró el 28 de octubre de 1989 en el Philadelphia Civic Center de Filadelfia, Pensilvania.
- Tom Zenk derrotó a Mike Rotunda (13:23).
  - Zenk cubrió a Rotunda después de invertir un «Splash» de Rotunda.
- The Samoan SWAT Team (Fatu, Samu & The Samoan Savage) (con Oliver Humperdink) derrotó a The Midnight Express (Bobby Eaton & Stan Lane) & Steve Williams (con Jim Cornette) (18:23).
  - Savage cubrió a Lane después de que Lane chocó con Cornette.
- Tommy Rich derrotó a The Cuban Assassin (8:29).
  - Rich cubrió a The Cuban Assassin después de un «Lou Thesz Press».
- The Fabulous Freebirds (Jimmy Garvin & Michael Hayes) derrotaron a The Dynamic Dudes (Shane Douglas & Johnny Ace) (con Jim Cornette) y retuvo el Campeonato Mundial por Parejas de NWA (11:28).
  - Garvin cubrió a Douglas después de un «Splash».
- Doom (Ron Simmons & Butch Reed) (con Woman) derrotaron a The Steiner Brothers (Rick & Scott) (15:32).
  - Reed cubrió a Rick después de un «Headbutt» mientras llevaba un objeto metálico debajo de su máscara.
  - Durante la lucha, Woman interfirió a favor de Doom.
- Lex Luger derrotó a Brian Pillman y retuvo el Campeonato de los Estados Unidos de NWA (16:49).
  - Luger cubrió a Pillman después de un «Hot Shot».
- The Road Warriors (Hawk & Animal) (con Paul Ellering) derrotaron a The Skyscrapers (Sid Vicious & Dan Spivey) (con Teddy Long) por descalificación (11:39).
  - The Skyscrapers fueron descalificados después de que Spivey golpeara a Hawk con una llave.
  - Después de la lucha, The Skyscrapers atacaron a The Road Warriors, pero The Road Warriors lograron repelerlos.
- Ric Flair & Sting (con Ole Anderson) derrotaron a Terry Funk & The Great Muta (con Gary Hart) en un Thundercage Match (con Bruno Sammartino como árbitro especial) (23:46).
  - Flair y Sting ganaron la lucha después de que Hart tirara la toalla accidentalmente después de que Anderson lo atacara.

### 1990
Halloween Havoc 1990 se celebró el 27 de octubre de 1990 en el UIC Pavillion de Chicago, Illinois.
- Dark match: Tim Horner derrotó a Barry Horowitz por cuenta de tres (8:35)
- Dark match: Rip Rogers derrotó a Reno Higgins por cuenta de tres (3:57)
- Tommy Rich y Ricky Morton derrotaron a The Midnight Express (Bobby Eaton y Stan Lane) (con Jim Cornette) (20:49)
  - Rich cubrió a Lane tras golpearle con la raqueta de tenis de Cornette.
- The Freebirds (Jimmy Garvin y Michael Hayes) (con Little Richard Marley) derrotaron a The Renegade Warriors (Chris Youngblood y Mark Youngblood) (17:28)
  - Garvin cubrió a Chris Youngblood después de que Hayes le asestara un "DDT" a espaldas del árbitro.
- The Steiner Brothers (Rick y Scott) derrotaron a The Nasty Boys (Brian Knobbs y Jerry Sags) reteniendo el Campeonato de los Estados Unidos de NWA por Parejas (15:24)
  - Scott Steiner cubrió a Knobbs tras un "Frankensteiner".
- Terry Taylor derrotó a Bill Irwin por cuenta de tres (11:47)
- Brad Armstrong derrotó a J.W. Storm por cuenta de tres (5:04)
- The Master Blasters (Blade y Steel) derrotaron a The Southern Boys (Tracy Smothers y Steve Armstrong) (7:17)
  - Blade cubrió a Armstrong después de que Steel aprovechara una intromisión de Jim Cornette para aplicarle un "Clothesline" en la parte de atrás de la cabeza.
- Junkyard Dog derrotó a Moondog Rex por cuenta de tres (3:15)
- El combate por el Campeonato Mundial de NWA por Parejas entre Doom (Ron Simmons y Butch Reed) y Ric Flair y Arn Anderson terminó en doble count-out (18:20)
  - Doom retuvieron los títulos después de que los cuatro luchadores empezaran a pelearse fuera del ring.
- Stan Hansen derrotó a Lex Luger ganando el Campeonato de los Estados Unidos de NWA (9:30)
  - Hansen cubrió a Luger después de un "Lariat".
- Sting derrotó a Sid Vicious reteniendo el Campeonato Mundial de Peso Pesado de NWA (12:38)
  - Sting cubrió a Vicious tras un "Stinger Splash".
  - Barry Windham, disfrazado de Sting, se hizo pasar por este después de que Vicious le atacara entre bastidores durante el combate.
  - Originalmente Sid ganó el combate tras caer encima de Windham cuando este intentaba aplicarle un "Bodyslam". Después de esta cuenta, Sting apareció para revelar el engaño y el combate se reinició.

### 1991
Halloween Havoc 1991 se celebró el 27 de octubre de 1991 en la UTC Arena de Chattanooga, Tennessee.
- El Gigante, Sting y The Steiner Brothers (Rick y Scott) derrotaron a Abdullah the Butcher, The Diamond Studd, Cactus Jack y Big Van Vader en un Chamber of Horrors Match (12:33).
  - El equipo de El Gigante, Sting y The Steiner Brothers ganó el combate después de que Jack activó el interruptor por accidente mientras Abdullah estaba en la silla eléctrica.
  - Originalmente El Gigante, Sting y The Steiner Brothers iban a enfrentarse a The Diamond Studd, Oz, One Man Gang y Barry Windham.
    - Windham fue atacado antes del evento por The Enforcers (Arn Anderson y Larry Zbyszko) y sufrió una fractura en la mano, siendo reemplazado por Vader.
    - One Man Gang abandonó la WCW antes del combate, siendo sustituido por Abdullah.
    - Oz y Cactus Jack intercambiaron combates, con Oz enfrentando a Bill Kazmaier más tarde en el evento.
- Big Josh y P.N. News derrotaron a The Creatures (Creature 1 y Creature 2) (5:16).
  - News cubrió a uno de los Creatures después de un «Splash».
- Bobby Eaton derrotó a Terrance Taylor (con Alexandra York) (16:00).
  - Eaton cubrió a Taylor después de un «Alabama Jam».
- Johnny B. Badd (con Theodore Long) derrotó a Jimmy Garvin (con Michael Hayes) (8:16).
  - Badd cubrió a Garvin después de un «Left-Hand Hook».
  - Durante la cuenta de tres, Garvin puso su pie en las cuerdas, pero Long lo quitó.
  - Durante el combate, Long interfirió a favor de Badd, y Hayes interfirió a favor de Garvin.
- El combate por el Campeonato Televisivo de WCW entre Steve Austin (c) (con Lady Blossom) y Dustin Rhodes terminó en un empate (15:00).
  - El combate terminó en un empate al llegar al límite de tiempo.
  - Como resultado, Austin retuvo el campeonato.
  - Durante el combate, Lady Blossom interfirió a favor de Austin.
- Bill Kazmaier derrotó a Oz (3:59).
  - Kazmaier forzó a Oz a rendirse con un «Torture Rack».
  - Oz sustituía a Cactus Jack, debido a que Jack participó en el Chamber of Horrors Match temprano en el evento.
- Van Hammer derrotó a Doug Somers (1:13).
  - Hammer cubrió a Somers después de un «Slingshot Suplex».
  - Somers sustituía a Michael Hayes, debido a que sufrió una lesión en el brazo (kayfabe).
- Flyin' Brian derrotó a Richard Morton (con Alexandra York) en la final del torneo para coronar al primer Campeón Peso Ligero de WCW (12:45).
  - Brian cubrió a Morton después de un «Crossbody».
- The WCW Halloween Phantom derrotó a Tom Zenk (1:27).
  - Phantom cubrió a Zenk después de un «Swinging Neckbreaker».
  - Más tarde en el evento, Phantom reveló su identidad como Rick Rude.
- The Enforcers (Arn Anderson y Larry Zbyszko) derrotaron a The Patriots (Todd Champion y Firebreaker Chip) y retuvieron el Campeonato Mundial por Parejas de WCW (9:51).
  - Anderson cubrió a Chip después de un «Spinebuster».
  - El Campeonato por Parejas de los Estados Unidos de WCW de The Patriots no estaba en juego.
- Lex Luger (con Harley Race) derrotó a Ron Simmons (con Dusty Rhodes) en un 2-out-of-3 Falls Match y retuvo el Campeonato Mundial Peso Pesado de WCW (18:59)
  - Simmons cubrió a Luger después de un «Spinebuster» [0-1] (4:59).
  - Simmons fue descalificado por arrojar a Luger por encima de la tercera cuerda [1-1] (15:00).
  - Luger cubrió a Simmons después de un «Attitude Adjustment» [2-1] (18:59).
  - Durante el combate, Race interfirió a favor de Luger.

### 1992
Halloween Havoc 1992 se disputó en el Philadelphia Civic Center de Filadelfia, Pensilvania.
- Dark Match: Erik Watts y Van Hammer derrotaron a The Vegas Connection (Vinnie Vegas y Diamond Dallas Page) (12:00)
- Tom Zenk, Johnny Gunn y Shane Douglas derrotaron a Arn Anderson, Michael Hayes y Bobby Eaton (11:02)
  - Gunn cubrió a Hayes.
- Ricky Steamboat derrotó a Brian Pillman por cuenta de tres (10:25)
- Big Van Vader derrotó a Nikita Koloff por cuenta de tres (11:35)
  - Vader defendía el Campeonato de los Estados Unidos de WCW en lugar de Rick Rude, quien se había quejado por tener que disputar dos combates.
  - Además, este fue un combate sin descalificación y Madusa tenía prohibido el acceso al ringside.
- El combate por los Campeonatos Mundiales por Parejas de NWA y WCW entre Barry Windham y Dustin Rhodes y Steve Williams y Steve Austin terminó en empate por límite de tiempo (30:00)
  - Como consecuencia, Windham y Rhodes retuvieron ambos títulos.
  - Austin sustituía a Terry Gordy, que no acudió al evento.
  - Originalmente iba a ser un combate entre Williams y Gordy y The Steiner Brothers, pero se tuvo que cambiar después de que Rick Steiner sufriera una lesión muscular en una gira por Japón y Windham y Rhodes ganaran los títulos contra Williams y Gordy en la edición del 3 de octubre de Saturday Night, organizando así un combate de revancha.
- Rick Rude (con Madusa) derrotó al Campeón Mundial de Peso Pesado de NWA Masahiro Chono (con Hiro Matsuda por descalificación (22:23)
  - Harley Race y Kensuke Sasaki ejercieron de árbitros invitados en el combate.
  - Chono retuvo el título al ser descalificado por Race tras arrojar a Rude por encima de la tercera cuerda.
  - Tras el combate, Sasaki atacó a Rude y Race.
- Ron Simmons (con Teddy Long) derrotó a The Barbarian (con Cactus Jack) por cuenta de tres, ganando el Campeonato Mundial de Peso Pesado de WCW (12:41)
- Sting derrotó a Jake Roberts en un Coal Miner's Glove Match (10:34)
  - Sting cubrió a Roberts después de que este sufriera una mordedura de su propia serpiente.
  - El tipo de combate fue elegido aleatoriamente por la ruleta del Spin the Wheel, Make a Deal.

### 1993
Halloween Havoc 1993 se celebró en el Lakefront Arena de Nueva Orleans, Luisiana.
- Ice Train, Charlie Norris y The Shockmaster derrotaron a Harlem Heat (Kole y Kane) y The Equalizer (9:45)
  - Shockmaster cubrió a Kole tras un "Spinebuster".
- Paul Orndorff (con The Assassin) derrotó a Ricky Steamboat por count-out (18:35)
  - Steamboat no volvió a tiempo al ring después de que The Assassin pusiera un arma en su máscara y le asestara un cabezazo.
  - Orndorff sustituía al lesionado Yoshi Kwan.
- El combate entre Lord Steven Regal y Davey Boy Smith por el Campeonato Mundial Televisivo de WCW terminó en empate por límite de tiempo (15:00)
  - Como consecuencia, Regal retuvo el título.
- Dustin Rhodes derrotó a Steve Austin reteniendo el Campeonato de los Estados Unidos de WCW (14:23)
  - Rhodes cubrió a Austin después de un "Inside Cradle".
- The Nasty Boys (Brian Knobbs y Jerry Sags) (con Missy Hyatt) derrotaron a Marcus Bagwell y 2 Cold Scorpio (con Teddy Long) ganando el Campeonato Mundial de WCW por Parejas (14:38)
  - Knobbs cubrió a Scorpio.
- Sting derrotó a Sid Vicious (10:41)
  - Sting cubrió a Vicious mediante un "Roll-up".
- Rick Rude derrotó a Ric Flair por descalificación reteniendo el Campeonato Mundial de WCW International de Peso Pesado (19:22)
  - Terry Taylor ejerció de "Special Enforcer" en este combate.
- Big Van Vader (con Harley Race) derrotó a Cactus Jack en un Texas Death Match (15:59)
  - Vader ganó después de asestar un "DDT" sobre una silla a Jack y de que este fuera atacado con un arma de electrochoque por Race para evitar que pudiera levantarse durante la cuenta de 10 del árbitro.
  - El tipo de combate fue seleccionado aleatoriamente por la ruleta del Spin the Wheel, Make a Deal.

### 1994
Halloween Havoc 1994 se celebró en el Joe Louis Arena de Detroit, Míchigan.
- Combate de WCW Main Event: Booker T derrotó a Brian Armstrong
  - Booker cubrió a Armstrong tras un "Flying Forearm".
  - Inicialmente iba a ser un combate por parejas entre Harlem Heat y The Armstrongs, pero Brad Armstrong no pudo acudir a causa de una emergencia familiar.
- El combate por el Campeonato Mundial Televisivo de WCW entre Johnny B. Badd y The Honky Tonk Man terminó en empate por límite de tiempo (10:00)
  - Como consecuencia, Badd retuvo el título.
- Pretty Wonderful (Paul Orndorff y Paul Roma) derrotaron a Stars and Stripes (The Patriot y Marcus Alexander Bagwell) ganando el Campeonato Mundial de WCW por Parejas (13:47)
  - Orndorff cubrió a Bagwell después de que este recibiera un "Flying Elbow Drop" de Roma cuando intentaba cubrir a Orndorff.
- Dave Sullivan derrotó a Kevin Sullivan por count-out (5:17)
  - Dave volvió a subir al ring después de lanzar a Kevin intencionadamente contra el poste para aturdirlo.
- Dustin Rhodes derrotó a Arn Anderson (con Col. Robert Parker y Meng) (9:50)
  - Rhodes cubrió a Anderson mediante un "Roll-up".
- Jim Duggan derrotó a Steve Austin por descalificación reteniendo el Campeonato de los Estados Unidos de WCW (8:02)
  - Austin fue descalificado tras arrojar del ring a Duggan por encima de la tercera cuerda con un "Back Body Drop".
- Vader (con Harley Race) derrotó a The Guardian Angel (8:17)
  - Vader cubrió a Angel con un "Splash" después de que este le hiciera un "Suplex" a Harley Race.
- The Nasty Boys (Brian Knobbs y Jerry Sags) derrotaron a Terry Funk y Bunkhouse Buck (con Col. Robert Parker y Meng) (7:56)
  - Knobbs cubrió a Funk después de que Sags le hiciera un "Piledriver" contra una calabaza de Halloween.
- Hulk Hogan (con Jimmy Hart) derrotó a Ric Flair (con Sensuous Sherri) en un Steel Cage Career vs. Career Match reteniendo el Campeonato Mundial de Peso Pesado de WCW (19:25)
  - Hogan cubrió a Flair tras un "Leg Drop". Por las condiciones del combate, Flair se vio obligado a retirarse.
  - Mr. T ejerció de "Special Enforcer" en este combate.
  - Tras el combate, Hogan fue atacado por un enmascarado que llevaba meses acechándole. Hogan le desenmascaró y reveló que se trataba de Brother Bruti.

### 1995
Halloween Havoc 1995 se celebró en el Joe Louis Arena de Detroit, Míchigan.
- Combate de WCW Main Event: Eddie Guerrero derrotó a Disco Inferno (3:21)
  - Guerrero cubrió a Inferno tras un "Flying Headscissor Takedown" desde la cuerda superior.
- Combate de WCW Main Event: Paul Orndorff derrotó a The Renegade (1:22)
  - Orndorff cubrió a Renegade después de asestarle dos "Piledrivers".
- Combate de WCW Main Event: Chris Benoit y Dean Malenko derrotaron a The Blue Bloods (Lord Steven Regal y Earl Robert Eaton) (8:41)
  - Benoit cubrió a Regal tras un combo "Belly-To-Back Suplex" + "Dropkick" junto a Malenko.
- Combate de WCW Main Event: Sgt. Craig Pittman derrotó a VK Wallstreet (3:21)
  - Pittman cubrió a Wallstreet después de que Jim Duggan le golpeara con su puño envuelto en cinta americana.
  - La intromisión de Duggan vino después de que Big Bubba Rogers hubiera hecho lo mismo con Pittman.
- Johnny B. Badd derrotó a Diamond Dallas Page (con The Diamond Doll y Max Muscle) ganando el Campeonato Mundial Televisivo de WCW (17:01)
  - Badd cubrió a Page después de que este recibiera accidentalmente un "Clothesline" de Muscle.
  - Después de la entrada al ring de Page, un falso Badd (interpretado por Joey Maggs) apareció en la rampa para distraer a Page y permitir al auténtico Badd atacarle por detrás.
- Randy Savage derrotó a Zodiac (1:30)
  - Savage cubrió a Zodiac tras un "Flying Elbow".
  - Zodiac reemplazaba a Kamala, que había abandonado la WCW.
  - Hacia el final del combate, un aficionado saltó la barrera y entró en el ring. Los dos luchadores salieron del ring hasta que el árbitro y el personal de seguridad pudieron llevárselo.
- Kurosawa (con Col. Robert Parker) derrotó a Road Warrior Hawk por cuenta de tres (3:15)
  - Hawk tenía los pies sobre la cuerda pero el árbitro no lo vio.
- Sabu (con The Sheik) derrotó a Mr. JL (3:25)
  - Sabu cubrió a JL tras un "Split-Legged Moonsault".
  - Inmediatamente después de la cuenta, Sheik lanzó una bola de fuego a la cara de JL.
- Lex Luger derrotó a Meng por descalificación (13:14)
  - Meng fue descalificado tras una intromisión de The Taskmaster.
- Sting y Ric Flair derrotaron a Brian Pillman y Arn Anderson por descalificación (17:09)
  - Pillman y Anderson fueron descalificados cuando Flair traicionó a Sting.
- Hulk Hogan derrotó a The Giant en un Sumo Monster Truck Match (5:00)
  - El camión de Hogan sacó del círculo al de Giant.
  - El combate tuvo lugar en la azotea del cercano Cobo Hall. Aunque se dijo que era en directo, en realidad se había grabado la noche anterior.
  - El coordinador de dobles de WCW Ellis Edwards ejerció de árbitro para este combate, mientras el creador del camión Bigfoot Bob Chandler se unió al equipo de comentaristas.
  - Tras el combate, Hogan y Giant empezaron a pelear, y este último acabó cayendo de lo alto del edificio (kayfabe).
- Randy Savage derrotó a Lex Luger (5:23)
  - Savage cubrió a Luger tras un "Flying Elbow".
- The Giant (con The Taskmaster) derrotó a Hulk Hogan (con Jimmy Hart) por descalificación ganando el Campeonato Mundial de Peso Pesado de WCW (14:30)
  - Hogan fue descalificado después de que Hart golpeara al árbitro con el cinturón del campeonato. Tras esto, Hart atacó también a Hogan convirtiéndose en mánager de Dungeon of Doom.
  - Después Giant atrapó a Hogan en un "Bearhug" al que se unió The Yeti.
  - Randy Savage y Lex Luger entraron en el ring para intentar salvar a Hogan, pero Luger traicionó a Savage poniéndolo en el "Torture Rack" y se unió a Dungeon of Doom.
  - Jimmy Hart desveló más tarde que había incluido una cláusula en el contrato del combate por la que el título podía cambiar de manos por descalificación, pero una semana después en Nitro Giant fue desposeído del título dado que la descalificación había sido causada por el propio Hart. Entonces se anunció que el nuevo campeón sería el ganador de la Battle Royal de World War 3.

### 1996
Halloween Havoc 1996 se celebró en el MGM Grand Garden Arena en Paradise, Nevada.
- Dark match: Jim Powers derrotó a Pat Tanaka por cuenta de tres
- Dark match: Psychosis y Juventud Guerrera derrotaron a Damien y Halloween por cuenta de tres
  - Juventud cubrió a Damien.
- Dean Malenko derrotó a Rey Misterio Jr. ganando el Campeonato de Peso Crucero de WCW (18:32)
  - Malenko cubrió a Misterio tras un "Powerbomb" desde la cuerda superior.
- Diamond Dallas Page derrotó a Eddy Guerrero (13:44)
  - Page cubrió a Guerrero después de un "Diamond Cutter".
- The Giant derrotó a Jeff Jarrett por descalificación
  - Jarrett fue descalificado cuando Giant recibió un golpe bajo de Ric Flair.
- Syxx derrotó a Chris Jericho (9:49)
  - Syxx cubrió a Jericho después de un "Spinning Heel Kick".
- Lex Luger derrotó a Arn Anderson (12:22)
  - Luger hizo rendirse a Anderson con el "Torture Rack".
- Steve McMichael y Chris Benoit (con Woman y Debra McMichael) derrotaron a The Faces of Fear (Meng y The Barbarian) (9:23)
  - Benoit cubrió a Meng después de un "Diving Headbutt".
- The Outsiders (Kevin Nash y Scott Hall) derrotaron a Harlem Heat (Booker T y Stevie Ray) (con Sister Sherri y Col. Robert Parker) ganando el Campeonato Mundial de WCW por Parejas (13:07)
  - Hall cubrió a Stevie Ray después de que Nash le golpeara dos veces con el bastón de Parker a espaldas del árbitro.
- Hollywood Hogan derrotó a Randy Savage reteniendo el Campeonato Mundial de Peso Pesado de WCW (17:37)
  - Hogan cubrió a Savage después de que The Giant le hiciera un "Chokeslam" contra el suelo y pusiera encima de él a Hogan, que estaba inconsciente.
  - Durante el combate, Miss Elizabeth intervino para ayudar a Savage.
  - Tras el combate, Roddy Piper apareció para enfrentarse a Hogan, haciendo así su debut en WCW.

### 1997
Halloween Havoc 1997 se celebró en el MGM Grand Garden Arena en Paradise, Nevada.
- Yuji Nagata (con Sonny Onoo) derrotó a Último Dragón (9:42)
  - Nagata hizo rendirse a Dragón con un "Armlock".
- Chris Jericho derrotó a Gedo (7:18)
  - Jericho hizo rendirse a Gedo con un "Liontamer".
- Rey Mysterio Jr. derrotó a Eddie Guerrero en un Mask vs. Title Match ganando el Campeonato de Peso Crucero de WCW (13:51)
  - Misterio cubrió a Guerrero después de un "Hurricanrana".
- Alex Wright (con Debra) derrotó a Steve McMichael (6:31)
  - Wright cubrió a McMichael cuando Goldberg le atacó, le asestó el "Jackhammer" y colocó a Wright encima de él.
  - Después de esto, Goldberg recibió el anillo de campeón de la Super Bowl XX de McMichael de manos de Debra y atacó a Wright.
  - McMichael originalmente se iba a enfrentar a Jeff Jarrett (de quien Debra era mánager en ese momento), pero este no renovó su contrato y regresó a la WWF. Como Debra también era la mánager de Wright, fue él quien reemplazó a Jarrett.
- Jacqueline derrotó a Disco Inferno (9:39)
  - Jacqueline cubrió a Inferno con un "Roll-up".
- Curt Hennig derrotó a Ric Flair por descalificación reteniendo el Campeonato de los Estados Unidos de WCW.
  - Flair fue descalificado tras poner a Hennig en un "Tree of Woe", colocar el cinturón de campeón sobre la cabeza de Hennig y patearlo.
- Lex Luger derrotó a Scott Hall (con Syxx) (13:02)
  - Larry Zbyszko ejerció de árbitro invitado en este combate.
  - Originalmente Hall cubrió a Luger tras aplicarle el "Outsiders Edge" después de que Syxx interfiriera y le diera una patada en la cabeza a Luger mientras Zbyszko discutía con Eric Bischoff. Entonces empezó a celebrarlo en el ring y Syxx ordenó a Zbyszko levantar la mano de Hall.
  - Mientras atendía a Luger, Zbyszko pidió una repetición del final del combate. Cuando vio la intromisión de Syxx, ordenó a Hall volver al ring y reinició el combate.
  - De vuelta en el ring, Hall empezó a discutir con Zbyszko, que le lanzó contra Luger. Luger entonces hizo rendirse a Hall con el "Torture Rack".
  - Syxx atacó entonces a Zbyszko, pero solo consiguió recibir un "Gogoplata" y un "Guillotine Choke".
  - Bischoff y Hall volvieron a subir al ring entonces y también le atacaron. Finalmente Bischoff le dio una patada en la cabeza a Zbyszko y Hall hizo una cuenta de tres.
- Randy Savage (con Miss Elizabeth) derrotó a Diamond Dallas Page en un Las Vegas Sudden Death Match (18:07)
  - Las reglas de este combate eran similares al Last Man Standing Match de WWE: la única forma de ganar era que el oponente no respondiese a la cuenta de 10 del árbitro.
  - Page no pudo responder a la cuenta después de que Hollywood Hogan, disfrazado de Sting, le golpeara con un bate de béisbol.
- Roddy Piper derrotó a Hollywood Hogan en un Steel Cage Match (15:37)
  - Piper hizo rendirse a Hogan con el "Sleeper Hold".
  - Randy Savage escaló para entrar en la jaula y, junto a Hogan, atacaron a Piper tras el combate.
  - Después de esto, un aficionado entró también en la jaula y fue atacado por Savage y Hogan mientras la emisión se iba abruptamente a negro.

### 1998
Halloween Havoc 1998 se celebró en el MGM Grand Garden Arena en Paradise, Nevada.

#### Resultados
- Chris Jericho derrotó a Raven reteniendo el Campeonato Mundial Televisivo de WCW (7:49)
  - Jericho hizo rendirse a Raven con el "Liontamer".
- Wrath derrotó a Meng (4:23)
  - Wrath cubrió a Meng después de un "Meltdown".
- Disco Inferno derrotó a Juventud Guerrera (9:39)
  - Inferno cubrió a Juventud tras un "Piledriver" para convertirse en aspirante número 1 al Campeonato de Peso Crucero de WCW.
- Alex Wright derrotó a Fit Finlay (5:09)
  - Wright cubrió a Finlay después de un "Hangman's Neckbreacker".
- Perry Saturn derrotó a Lodi (3:50)
  - Saturn cubrió a Lodi después de un "Death Valley Driver".
- Billy Kidman derrotó a Disco Inferno reteniendo el Campeonato de Peso Crucero de WCW (10:49)
  - Kidman cubrió a Inferno después de un "Shooting Star Press".
- Rick Steiner y Buff Bagwell derrotaron a The Giant y Scott Steiner ganando el Campeonato Mundial de WCW por Parejas (8:24)
  - Rick cubrió a Giant después de un "Steiner Bulldog".
  - Bagwell abandonó a Rick durante el combate, provocando que ganara el campeonato él solo.
  - Scott Steiner sustituía a Scott Hall, que era realmente el otro campeón por parejas pero tenía otro combate programado.
- Rick Steiner derrotó a Scott Steiner (5:10)
  - Rick cubrió a Scott después de un "Steiner Bulldog".
  - Buff Bagwell, enmascarado, interfirió en el combate llevando el "Slapjack" de Stevie Ray.
- Scott Hall derrotó a Kevin Nash por count-out (14:19)
  - Nash asestó dos "Jackknife Powerbombs" a Hall y se marchó del ring, dejando al árbitro hacer la cuenta.
- Bret Hart derrotó a Sting reteniendo el Campeonato de los Estados Unidos de WCW (15:03)
  - Hart ganó por KO técnico después de aplicar el "Sharpshooter" a un Sting inconsciente.
- Hollywood Hogan derrotó a The Warrior (14:18)
  - Hogan cubrió a Warrior después de que Horace Hogan apareciera y le golpeara con una silla de acero.
- Goldberg derrotó a Diamond Dallas Page reteniendo el Campeonato Mundial de Peso Pesado de WCW (10:29)
  - Goldberg cubrió a Page después de un "Jackhammer".
  - La señal del evento se cortó en varias zonas justo antes de este combate, por lo que también se emitió gratuitamente la noche siguiente en Nitro.

#### Reacciones
En el cartel de esta edición destacó (negativamente) el combate entre Hollywood Hogan y The Warrior, revancha de WrestleMania VI, evento producido ocho años antes por la WWF. Durante este combate, Warrior había derrotado a Hogan por el Campeonato de WWF. Dave Meltzer del Wrestling Observer Newsletter nombró esta revancha el peor combate de 1998, igual que los lectores de la revista de lucha libre profesional Power Slam, cuyo editor jefe, Fin Martin, escribió en 2013: "La WCW contrató a Warrior a gran coste en mayo de 1998 específicamente para masajear el ego de Hogan. Hogan derrotó a Warrior en uno de los peores combates jamás celebrados".
El entonces locutor de WCW Gene Okerlund describió el combate como "un desastre". Eric Bischoff, por su parte, cedió a las críticas de que era "uno de los peores combates de la historia", pero afirmó que los rumores de que Warrior solo había fichado por WCW para perder con Hogan eran falsos. Warrior no estaba de acuerdo con él, llegando a afirmar que "emplearon el talonario de Ted Turner para comprarme para que perdiera contra Hogan". Hogan, por su parte, aceptó su parte de culpa por la mala ejecución del combate, afirmando: "Probablemente esté en la lista de 10 peores combates que tuve jamás, pero fue culpa mía".
Además la WCW alargó el evento hasta tres horas y media, en lugar de las tres horas habituales, causando que la señal del programa se cortara en muchas zonas cuando el combate estelar de la noche entre Goldberg y Diamond Dallas Page estaba a punto de empezar. La WCW emitió gratuitamente el combate la noche siguiente en Nitro. En 2013, el columnista de WWE Kevin Powers afirmó que este fue el mejor combate de la historia de Halloween Havoc, mientras que criticó el de Hogan y Warrior. En su artículo, escribió: "Cuesta creer que miles de espectadores de pago se perdieran el combate principal de Halloween Havoc 1998 porque la WCW agotó el tiempo de retransmisión. Por algún cruel giro del destino, los aficionados sí llegaron a ver la desastrosa revancha de WrestleMania VI entre The Ultimate Warrior y Hulk Hogan, solo para ver sus pantallas irse a negro mientras Diamond Dallas Page se preparaba para enfrentarse al campeón invicto de WCW Goldberg en el mejor combate de los 11 años de historia del evento de octubre".

### 1999
Halloween Havoc 1999 se celebró en el MGM Grand Garden Arena en Paradise, Nevada.

#### Resultados
- Disco Inferno derrotó a Lash LeRoux reteniendo el Campeonato de Peso Crucero de WCW (7:35)
  - Inferno cubrió a LeRoux tras un "Last Dance".
- Harlem Heat (Booker T y Stevie Ray) derrotaron a The Filthy Animals (Billy Kidman y Konnan) y The First Family (Brian Knobbs y Hugh Morrus) (con Jimmy Hart) en un Triple Threat Street Fight ganando el vacante Campeonato Mundial de WCW por Parejas (5:02)
  - Booker y Ray cubrieron a Knobbs tras golpearle con una momia de plástico.
- Eddy Guerrero derrotó a Perry Saturn por descalificación (11:12)
  - Saturn fue descalificado cuando Ric Flair golpeó a Guerrero con un pie de cabra.
- Brad Armstrong derrotó a Berlyn (con The Wall) (4:23)
  - Armstrong cubrió a Berlyn después de un "Reverse Neckbreaker".
- Rick Steiner derrotó a Chris Benoit ganando el Campeonato Mundial Televisivo de WCW (12:50)
  - Steiner cubrió a Benoit después de que Dean Malenko le golpeara con una silla de acero.
- The Total Package (con Elizabeth) derrotó a Bret Hart (7:46)
  - Package hizo rendirse a Hart con un "Half Boston Crab".
- Sting derrotó a Hulk Hogan reteniendo el Campeonato Mundial de Peso Pesado de WCW (0:03)
  - Hogan se tumbó en la lona y dejó ganar a Sting.
- Goldberg derrotó a Sid Vicious ganando el Campeonato de los Estados Unidos de WCW (7:11)
  - El árbitro Mickey Jay paró el combate cuando Goldberg reabrió una herida en la cabeza de Sid y esta empezó a sangrar en exceso.
- Diamond Dallas Page (con Kimberly Page) derrotó a Ric Flair en un Strap Match (12:49)
  - Page cubrió a Flair después de un "Diamond Cutter".
- Goldberg derrotó a Sting en un combate sin sanción improvisado ganando el Campeonato Mundial de Peso Pesado de WCW (3:08)
  - Goldberg cubrió a Sting tras un "Jackhammer".
  - Originalmente Goldberg recibió el título tras el combate.
  - La noche siguiente en Nitro, Sting declaró que él nunca había accedido a defender el título y exigió que J.J. Dillon diera explicaciones. Dillon anunció entonces que el título quedaba vacante por el ataque de Sting al árbitro Charles Robinson y preparó un torneo por el campeonato vacante que acabaría en Mayhem.

### 2000
Halloween Havoc 2000 se celebró en el MGM Grand Garden Arena en Paradise, Nevada.

#### Resultados
- The Natural Born Thrillers (Mark Jindrak y Sean O'Haire) derrotaron a The Filthy Animals (Billy Kidman y Rey Misterio Jr.) (con Konnan) y The Boogie Knights (Disqo y Alex Wright) en un Triangle Match reteniendo el Campeonato Mundial de WCW por Parejas (10:06)
  - O'Haire cubrió a Disqo tras un "Seanton Bomb".
- Reno derrotó a Sgt. AWOL reteniendo el Campeonato Hardcore de WCW (10:50)
  - Reno cubrió a AWOL tras un "Roll of the Dice" contra una mesa.
- Misfits In Action (Lt. Loco y Cpl. Cajun) derrotaron a The Perfect Event (Shawn Stasiak y Chuck Palumbo) (9:23)
  - Loco cubrió a Stasiak después de un "Tornado DDT".
- The Filthy Animals (Konnan y Tygress) derrotaron a Shane Douglas y Torrie Wilson (8:38)
  - Konnan cubrió a Douglas tras un "Double Face Jam".
- Buff Bagwell derrotó a David Flair en un First Blood DNA Match (5:37)
  - Bagwell consiguió que Flair sangrara tras golpearle con una silla.
- Mike Sanders (con Shawn Stasiak y Chuck Palumbo) derrotó a Ernest Miller (con Ms. Jones) por count-out en un Kickboxing Match (2:00, 3º asalto)
  - Miller salió del ring para pelear con Shane Douglas y no volvió a tiempo.
  - Como consecuencia, Sanders se convirtió en el nuevo Comisionado de WCW.
- Mike Awesome derrotó a Vampiro (9:49)
  - Awesome cubrió a Vampiro tras un "Awesome Bomb" desde la cuerda superior.
- General Rection derrotó a Jim Duggan y Lance Storm (con Major Gunns) en un Handicap Match ganando el Campeonato de Estados Unidos de WCW (10:07)
  - Rection cubrió a Duggan tras un "No Laughing Matter".
  - Además de conseguir el título, liberó a Major Gunns del Team Canada.
- Jeff Jarrett derrotó a Sting (14:38)
  - Jarrett cubrió a Sting tras golpearle con una guitarra.
  - Durante el combate se produjeron interferencias por parte de muchos falsos Stings.
- Booker T derrotó a Scott Steiner (con Midajah) por descalificación reteniendo el Campeonato Mundial de Peso Pesado de WCW (13:26)
  - Steiner fue descalificado tras golpear a Booker con una tubería de plomo.
- Goldberg derrotó a KroniK (Brian Adams y Bryan Clark) en un Handicap Elimination Match (3:35)
  - Goldberg cubrió a Clark tras un "Spear" contra una mesa (2:25) y después a Adams tras un "Jackhammer" (3:35).